# 박연경 (가수)
박연경은 대한민국의 가수다. 2012년 정규 앨범 [박연경]으로 데뷔했다.

## 방송
- 히든싱어 4 (2015) - 이은미편 준우승, 왕중왕전 8위
- 랭킹쇼 1,2,3 (2018)

## 음반
- 박연경 (2012)
- 당신만이.. (2018)
- 하룻밤 하루낮 (2020)

## 경력
- 가평문화관광협의회 의정부지회장, 홍보대사 (2020)

## 수상
- MBC 대학가요제 충남 금상 (1986)
- KBS 신인가요제 충남본선 대상 (1987)